# 20e groupe de reconnaissance de division d'infanterie
Le 20e groupe de reconnaissance de division d'infanterie (20e GRDI) est une unité de l'armée française créée en 1939 qui a été rattachée à la 27e division d'infanterie alpine . 

## Historique du20eGRDI
Il est créé le centre mobilisateur de cavalerie n°14 de Lyon-Vienne et le 9e régiment de cuirassiers. 
Entre le 2 janvier et le 25 février 1940, il patrouille dans le secteur de Waldhouse avec un engagement le 22 janvier et Breindenbach le 23 février. 
Au moment de l'attaque allemande, il est maintenu en réserve avec sa division. Il est au contact de l'ennemi le 7 juin à Serches et participe le lendemain à la contre-attaque sur la Ferme du Mont-de-Soissons. Le 10 juin, il est encerclé au bois de Grisolles (Aisne), mais il parvient à se dégager et se replie vers Château-Thierry. Il combat à Crézancy pour maintenir la liaison entre 20e DI  et la 28e DI. Jusqu'à l'armistice du 22 juin 1940, il livrera des combats retardateurs dans l'Aube, l'Yonne et finalement dans le Cher.
Le 16 juin, le 20e GRDI est à Cosne-sur-Loire où il reçoit mission de tenir le pont bombardé par l’aviation allemande.
Pour son action durant la campagne, il sera cité et recevra le croix de guerre.

## Ordre de Bataille
- Commandant : Lieutenant-colonel Touzin de Martignac
- Adjoint : Capitaine de Boyère
- Escadron Hors Rang : Capitaine Saunier
- Escadron Hippomobile : Capitaine Lacarrière
- Escadron Motorisé : Capitaine Gautier puis capitaine du Jonchay[Lequel ?] à partir du 24 octobre 1939
- Escadron de mitrailleuses et de Canons de 25 antichar : Capitaine Parra d'Andert, puis Lieutenant de Brabois